# Rugby-Union-Afrikameisterschaft 2019/20
Die Rugby-Union-Afrikameisterschaft 2019/20 (englisch 2019–20 Rugby Africa Cup, französisch Coupe d’Afrique de rugby à XV 2019–20) hätte die 19. Ausgabe der afrikanischen Kontinentalmeisterschaft in der Sportart Rugby Union sein sollen. Vorgesehen war die Teilnahme von 16 Mannschaften. Es konnte nur die erste Qualifikationsrunde im November und Dezember 2019 ausgetragen werden. Alle übrigen Spiele mussten wegen der COVID-19-Pandemie abgesagt werden, sodass das Turnier unvollendet blieb und kein Meistertitel vergeben werden konnte.

## Eliminationsrunde
| 23. November 2019 | Ghana | 36 : 25 | Botswana | Nduom Sports Stadium, Elmina |
| 23. November 2019 |       |         |          | Nduom Sports Stadium, Elmina |

| 23. November 2019 | Elfenbeinküste | 60 : 3 | Ruanda | Stade Municipal de Bingerville, Abidjan |
| 23. November 2019 |                |        |        | Stade Municipal de Bingerville, Abidjan |

| 30. November 2019 | Senegal | 63 : 0 | Mauritius | Stade Léopold Sédar Senghor, Dakar |
| 30. November 2019 |         |        |           | Stade Léopold Sédar Senghor, Dakar |

| 1. Dezember 2019 | Madagaskar | 63 : 3 | Nigeria | Stade Municipal de Mahamasina, Madagaskar |
| 1. Dezember 2019 |            |        |         | Stade Municipal de Mahamasina, Madagaskar |

## Gruppenphase

### Gruppe A
|    | Land       | Spiele | Siege | Unent. | Ndlg. | Spiel- punkte | Diff. | Bonus- punkte | Tabellen- punkte |
| -- | ---------- | ------ | ----- | ------ | ----- | ------------- | ----- | ------------- | ---------------- |
| 1. | Madagaskar | 0      | 0     | 0      | 1     | 0:0           | ± 0   | 0             | 0                |
| 2. | Namibia    | 0      | 0     | 0      | 1     | 0:0           | ± 0   | 0             | 0                |
| 3. | Sambia     | 0      | 0     | 0      | 1     | 0:0           | ± 0   | 0             | 0                |

| 2020 | Namibia | abgesagt | Sambia |  |
| 2020 |         |          |        |  |

| 12. Juni 2020 | Sambia | abgesagt | Madagaskar |  |
| 12. Juni 2020 |        |          |            |  |

| 28. Juni 2020 | Madagaskar | abgesagt | Namibia |  |
| 28. Juni 2020 |            |          |         |  |

### Gruppe B
|    | Land           | Spiele | Siege | Unent. | Ndlg. | Spiel- punkte | Diff. | Bonus- punkte | Tabellen- punkte |
| -- | -------------- | ------ | ----- | ------ | ----- | ------------- | ----- | ------------- | ---------------- |
| 1. | Elfenbeinküste | 0      | 0     | 0      | 1     | 0:0           | ± 0   | 0             | 0                |
| 2. | Kenia          | 0      | 0     | 0      | 1     | 0:0           | ± 0   | 0             | 0                |
| 3. | Marokko        | 0      | 0     | 0      | 1     | 0:0           | ± 0   | 0             | 0                |

| 30. Mai 2020 | Kenia | abgesagt | Marokko |  |
| 30. Mai 2020 |       |          |         |  |

| 13. Juni 2020 | Sambia | abgesagt | Madagaskar |  |
| 13. Juni 2020 |        |          |            |  |

| 27. Juni 2020 | Elfenbeinküste | abgesagt | Kenia |  |
| 27. Juni 2020 |                |          |       |  |

### Gruppe C
|    | Land     | Spiele | Siege | Unent. | Ndlg. | Spiel- punkte | Diff. | Bonus- punkte | Tabellen- punkte |
| -- | -------- | ------ | ----- | ------ | ----- | ------------- | ----- | ------------- | ---------------- |
| 1. | Algerien | 0      | 0     | 0      | 1     | 0:0           | ± 0   | 0             | 0                |
| 2. | Senegal  | 0      | 0     | 0      | 1     | 0:0           | ± 0   | 0             | 0                |
| 3. | Uganda   | 0      | 0     | 0      | 1     | 0:0           | ± 0   | 0             | 0                |

| 2020 | Uganda | abgesagt | Algerien |  |
| 2020 |        |          |          |  |

| 20. Juni 2020 | Algerien | abgesagt | Senegal |  |
| 20. Juni 2020 |          |          |         |  |

| 4. Juli 2020 | Senegal | abgesagt | Uganda |  |
| 4. Juli 2020 |         |          |        |  |

### Gruppe D
|    | Land     | Spiele | Siege | Unent. | Ndlg. | Spiel- punkte | Diff. | Bonus- punkte | Tabellen- punkte |
| -- | -------- | ------ | ----- | ------ | ----- | ------------- | ----- | ------------- | ---------------- |
| 1. | Ghana    | 0      | 0     | 0      | 1     | 0:0           | ± 0   | 0             | 0                |
| 2. | Simbabwe | 0      | 0     | 0      | 1     | 0:0           | ± 0   | 0             | 0                |
| 3. | Tunesien | 0      | 0     | 0      | 1     | 0:0           | ± 0   | 0             | 0                |

| 2020 | Tunesien | abgesagt | Simbabwe |  |
| 2020 |          |          |          |  |

| 20. Juni 2020 | Simbabwe | abgesagt | Ghana |  |
| 20. Juni 2020 |          |          |       |  |

| 4. Juli 2020 | Ghana | abgesagt | Tunesien |  |
| 4. Juli 2020 |       |          |          |  |

## Finalrunde
Spieltermine nicht bekannt.